# フラウィウス・タウルス・セレウクス・キュルス
フラウィウス・タウルス・セレウクス・キュルス (ラテン語: Flavius Taurus Seleucus Cyrus fl. 426年-441年) または出身地であるエジプトのパノポリスからとったパノポリスのキュロス (ギリシア語: Κύρος ὁ Πανοπολίτης) は、東ローマ帝国の高官、叙事詩人、哲学者、ギリシア芸術愛好家。テオドシウス2世 (在位: 408年–450年)の時代にコンスタンティノープルで活躍した。

## 生涯
テオドシウス2世の皇后アエリア・エウドキアの後援を受け、ユーロジーやエピグラム、叙事詩を執筆した。宮廷での役職を歴任した後、426年ごろに初めてコンスタンティノープルの首都長官（プラエフェクトゥス・ウルビ）に就任した。同年11月にはオリエンス道長官（プラエフェクトゥス・プラエトリオ・オリエンティス）も兼任するようになり、東ローマ帝国で皇帝に次ぐ権力を手に入れた。彼は首都長官として初めてラテン語を行政言語の地位から廃し、ギリシア語で布告を行うようになった。また首都コンスタンティノープルを発展させ、より華やかにするのにも功があった。彼は街灯を設置し、市壁などの建築物を再建し、テオトコスに捧げる教会を建設した。この教会のある地域には、後にキュルスの名がつけられた。さらに、コンスタンティノープル大学の創設にも貢献した。その様々な業績により、キュルスは類まれな名声を勝ち取った。年代記者のゾナラスによれば、人々は城壁が修復されていくあまりの速さに「コンスタンティヌス（大帝）が建て、キュルスが復活させた」と喝采を浴びせたという。しかしテオドシウス2世はキュルスのあまりの人気に脅威を感じ、441年8月にすべての役職を取り上げた。
キュルスは異教に共鳴しているという告発を受けフリュギアに追放された。そこで聖職者となり、443年にはコテャエウムの司教となった。彼がこの地に任じられたのも、裏があってのことだった。キュルスの前にいた4人の司教は、いずれもコテャエウムの住民に殺害されていたのである。450年にテオドシウス2世が死去すると、キュルスは世俗に戻り、この危険な街からコンスタンティノープルへ帰った。どうやらキュルスは恩赦を受け、没収された財産も返還されたようである。その後、レオ1世期に死去するまで、その財産の大部分を慈善事業に費やした。960年ごろ、キュルスは登塔者ダニエルと友人になっている。キュルスの下の娘アレクサンドリアに憑いていた悪霊を、ダニエルが祓ったのがきっかけだった。その数年後、ダニエルはキュルスの長女と共に何度か奇跡を起こしている。